# 李文海 (1932年)
李文海（1932年2月28日—2013年6月7日），男，江苏无锡人，中国历史学家，曾任中国人民大学校长，全国人大代表，国务院学位委员会历史学科评议组召集人。專精晚清史、近代中國災荒史。1987年起開拓「近代灾荒史研究」，填补中国近代史研究重大空白。

## 生平
1949年11月在无锡参加革命，1952年2月加入中国共产党。1952年9月中国人民大学中国历史研究班研究生，1955年7月毕业。
1971年3月，调中共北京市委宣传部工作，先后任理论处处长、宣传部副部长等职。1985年6月任历史系主任。1985年9月起任中国人民大学副校长。1987年10月起任中国人民大学党委书记。1991年9月，兼任清史研究所所长。1994年6月至2000年9月任中国人民大学校长。2004年当选中国史学会第七届理事会会长。

## 学术研究
李文海在几十年的学术生涯中，对戊戌维新运动、义和团运动和辛亥革命进行了系统、深入和富于开拓性的探讨，撰写和主编了大量著述，如《伟大的革命先行者孙中山》、《世纪之交的晚清社会》、《义和团运动史事要录》、《太平天国社会风情》、《中国近代十大灾荒》、《近代中国灾荒纪年》、《灾荒与饥馑》、《近代中国灾荒纪年续编》、《迈向新世纪的人文教育》、《清史编年》（共12卷）、《清通鉴》（与戴逸合编）等近二十部学术著作，发表《告别二十世纪的历史思考》、《近代中国灾荒与社会稳定》等论文100余篇。1990年，李文海同志被国家授予"有突出贡献的中青年专家"称号。
- 《中国荒政全书》
- 《清史編年》（共12卷）
- 《清通鑒》（與戴逸合编，共20卷）
- 《清代官德叢談》
- 《天有凶年：清代灾荒与中国社会》
- 《世纪之交的晚清社会》
- 《民国时期社会调查丛编》
- 《近代中国灾荒纪年》
- 《太平天国社会风情》
- 《义和团运动史事要录》
- 《从民族沉沦到民族振兴》
- 《近代中国是怎样走向共和的》